# Минечка
Минечка — река в России, протекает по Хвойнинскому району Новгородской области. Устье реки находится в 74 км по левому берегу реки Песь. Длина реки составляет 20 км, площадь водосборного бассейна — 94,1 км².
Река протекает через село Минцы.

## Данные водного реестра
По данным государственного водного реестра России относится к Верхневолжскому бассейновому округу, водохозяйственный участок реки — Молога от истока и до устья, речной подбассейн реки — Реки бассейна Рыбинского водохранилища. Речной бассейн реки — (Верхняя) Волга до Куйбышевского водохранилища (без бассейна Оки).
Код объекта в государственном водном реестре — 08010200112110000007044.